# Ichneumon obtusicauda
Ichneumon obtusicauda là một loài tò vò trong họ Ichneumonidae.